# Ray Lumpp
Raymond George Lumpp (Brooklyn, 11 juli 1923 – Mineola, 16 januari 2015) was een Amerikaans basketballer. Hij won met het Amerikaans basketbalteam de gouden medaille op de Olympische Zomerspelen 1948.
Lumpp speelde voor het team van de New York University en de Indianapolis Jets, voordat hij in 1949 zijn NBA-debuut maakte bij de New York Knicks. Tijdens de Olympische Spelen speelde hij 5 wedstrijden, inclusief de finale tegen Frankrijk. Gedurende deze wedstrijden scoorde hij 35 punten.
Na zijn carrière als speler werkte hij bij de New York Athletic Club.
11 Lew Beck · 
12 Ralph Beard · 
15 Alex Groza · 
23 Cliff Barker · 
24 Ray Lumpp · 
26 Kenny Rollins · 
27 Wallace Jones · 
30 Vince Boryla · 
33 Don Barksdale · 
55 Jesse Renick · 
66 Gordon Carpenter · 
77 Jackie Robinson · 
90 Bob Kurland · 
99 Robert Pitts · 
Coach Bud Browning